# Kas (киберспортсмен)
Михаи́л Га́йда (укр. Михайло Гайда, род. 22 ноября 1988, Тернополь, Украина), более известный под своим никнеймом Kas, — украинский профессиональный игрок в StarCraft II, играющий за расу терранов. Бронзовый чемпион мира 2011 года по версии World Cyber Games. По состоянию на 2021 год, за свою карьеру Kas заработал около 70 000 долларов призовых.

## Биография

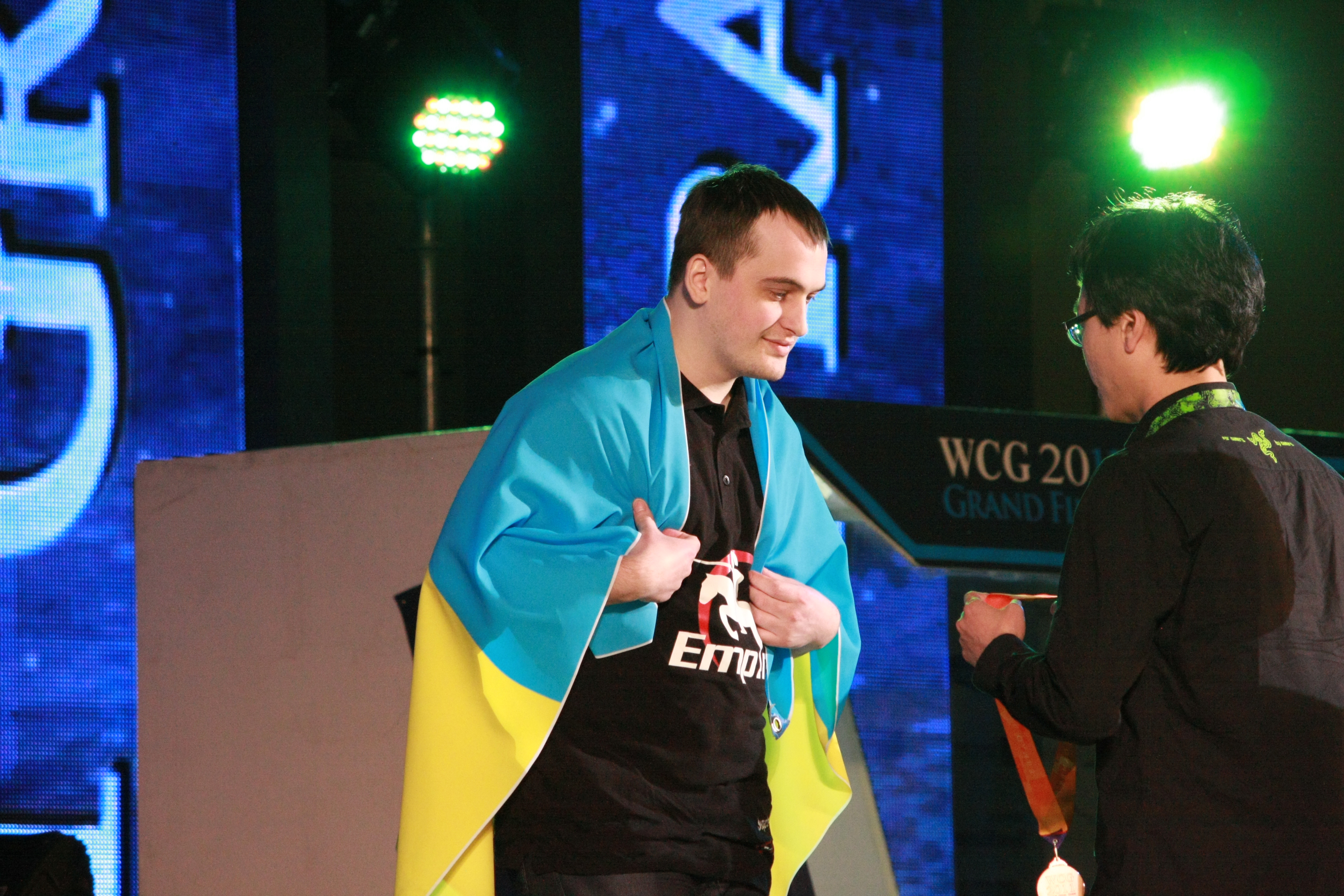
Kas на World Cyber Games 2011

По словам Михаила Гайды, в детстве он не очень любил игры и очень серьёзно относился к учёбе. Его младший брат, однако, был заядлым игроком, и Михаил нередко играл с ним за компанию. При этом Михаил играл сильнее, и даже тренируясь меньше и имея более слабую мотивацию, он всегда выступал лучше на мелких турнирах, на которых они вдвоём решали принять участие. Со временем Kas начал занимать на турнирах призовые места, благодаря чему полюбил игры и приобрёл мотивацию к тренировкам. С 2007 года, ещё обучаясь в институте, Михаил начал зарабатывать деньги игрой в WarCraft III, однако серьёзных достижений не добился.
В 2010 году вышел StarCraft II, и почти все профессиональные игроки в WarCraft III перешли в новую дисциплину. По словам Михаила, ему стало не с кем тренироваться и последние три недели он играл с одним и тем же человеком — Манюэлом «Grubby» Схенкхёйзеном. Поняв, что в WarCraft III ему больше ничего не светит, Михаил также перешёл в StarCraft II. Под впечатлением от Алексея «White-Ra» Крупника он решил выбрать расу протоссов, однако отыграв на ней ровно 500 игр, он решил, что ему она не подходит. Поиграв около недели за случайную расу, Kas остановился на терранах и приступил к активным тренировкам. Он, однако, очень долгое время не мог одержать победу на оффлайн-чемпионатах из-за волнения — вплоть до 2012 года, когда он занял первое место на Copenhagen Games StarCraft 2 Challenge.
В 2011 году Kas стал бронзовым чемпионом мира по версии World Cyber Games. Выйдя из группы по результатам тай-брейков против Дмитрия «Happy» Костина, он выбил в плей-оффе Криса «HuK» Ларанжера и Ли «MarineKing» Чан Хуна, проиграв в полуфинале будущему чемпиону Чон «Mvp» Джон Хёну и победив в матче за третье место Олега «TitaN» Купцова.
В 2012 году Kas стал чемпионом первого сезона Русскоязычной ПроЛиги (РПЛ), закрепив за собой статус сильнейшего игрока в СНГ. Однако когда в рамках 2012 StarCraft II World Championship Series был организован чемпионат Украины, Kas выступил на нём неудачно и не смог получить квоту на чемпионат Европы, таким образом до конца года оставшись в стороне от самого престижного турнира. Это привело к разрыву контракта Михаила с командой Team Empire и дальнейшему переходу в команду Cascade Esports.
По словам Михаила, его никнейм образовался, когда ему было около десяти лет. Он играл в Counter-Strike с друзьями и был самым младшим игроком в компании, а также единственным, кто подписывался в игре своим настоящим именем — «Миша». Узнав, что у него нет прозвища, один из ребят его компании предложил: «будешь косматый». Михаил не знал, что означает это слово, но ответил «хорошо, буду». В дальнейшем Михаил сохранил этот никнейм, сократив его до Kas.

## Признание
Kas быстро привлёк внимание общественности огромным числом партий в StarCraft II, разыгрываемых им в процессе тренировок. Так, к 2014 году с его основной учётной записи было сыграно более 20 000 партий — то есть около 15 игр в день, не учитывая поездки на турниры, выходные и игры с других аккаунтов, с которых он также активно тренировался. Благодаря этому фраза «пока ты (любое действие), Кас тренируется» стала популярным интернет-мемом в StarCraft-сообществе.

## Достижения
- TeamLiquid StarLeague 3 (3 место)[3]
- World Cyber Games 2011 (3 место)[3]
- IEM Season VI — Global Challenge Kiev (3 место)